# Caleb Williams (fútbol americano)
Caleb Sequan Williams (Washington D. C., Estados Unidos; 18 de noviembre de 2001) es un jugador profesional de fútbol americano. Juega en la posición de quarterback y actualmente milita en los Chicago Bears de la National Football League (NFL).
Jugó a nivel universitario en Oklahoma y USC, donde ganó el Trofeo Heisman en 2022. Fue elegido en la primera posición global del Draft de la NFL del 2024 por los Bears.

## Carrera

### Universidad

#### Oklahoma
Williams inició su etapa en Oklahoma como suplente de Spencer Rattler. En mitad del sexto partido de la temporada, ante Texas, sustituyó a Rattler y lideró la remontada de su equipo. A partir de ahí se convirtió en el QB titular de los Sooners durante el resto del año.

#### USC
El 1 de febrero de 2022, Williams anunció su transferencia a USC, donde se reunió de nuevo con Lincoln Riley, su entrenador jefe en Oklahoma el año anterior. Finalizó el año con 4537 yardas de pase y 42 pases de touchdown. Al término de la temporada fue galardonado con el Trofeo Heisman.

#### Estadísticas
| Año     | Equipo   | Partidos | Partidos | Partidos | Pase | Pase | Pase | Pase   | Pase | Pase | Pase  | Carrera | Carrera | Carrera | Carrera |
| Año     | Equipo   | PJ       | PT       | Récord   | Cmp  | Att  | Pct  | Yardas | TD   | Int  | Rtg   | Att     | Yardas  | Avg     | TD      |
| ------- | -------- | -------- | -------- | -------- | ---- | ---- | ---- | ------ | ---- | ---- | ----- | ------- | ------- | ------- | ------- |
| 2021    | Oklahoma | 11       | 7        | 5-2      | 136  | 211  | 64,5 | 1912   | 21   | 4    | 169,6 | 79      | 442     | 5,6     | 6       |
| 2022    | USC      | 14       | 14       | 11-3     | 333  | 500  | 66,6 | 4537   | 42   | 5    | 168,5 | 113     | 382     | 3,4     | 10      |
| 2023    | USC      | 12       | 12       | 7-5      | 266  | 388  | 68,6 | 3333   | 30   | 5    | 170,1 | 97      | 142     | 1,5     | 11      |
| Carrera | Carrera  | 37       | 33       | 23-10    | 735  | 1099 | 66,9 | 10.082 | 93   | 14   | 169,3 | 289     | 966     | 3,3     | 27      |

### NFL

#### Chicago Bears
Caleb Williams fue seleccionado por los Chicago Bears en la primera posición global del Draft de la NFL de 2024.